# هوجير الدانماركي

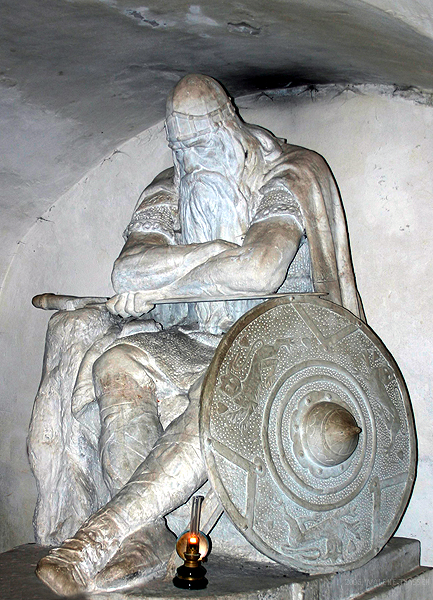
تمثال Hans Peder Pedersen-Dan هوجير الدانماركي بقلعة كرونبورغ، الدنمارك

هوجير الدانماركي (بالفرنسية: Ogier le Danois أو بلغة قديمة Ogier de Danemarche، بالدنماركية: Holger Danske) هو شخصية أسطورية ظهرت لأول مرة في أغاني البطولة الفرنسية القديمة، في مجموعة أشعار البطولة Doon de Mayence.